# フランチェスコ・トッティ
フランチェスコ・トッティ（Francesco Totti, detto anche er pupone, イタリア語発音: [franˈtʃesko ˈtɔtti], 1976年9月27日 - ）は、イタリア・ラツィオ州ローマ県ローマ出身の元サッカー選手。元イタリア代表。現役時代のポジションはミッドフィールダー。
約25年間に亘ってASローマ一筋でプレーしたバンディエラであり、キャプテンも務めた。同クラブの歴代通算最多出場（786試合）および歴代通算最多得点（316得点）の記録を持つ。在籍中セリエAを1度、コッパ・イタリアを2度、スーペルコッパ・イタリアーナを2度それぞれ制覇した経験を持つ。セリエAにおける通算得点数は歴代2位の250得点、通算出場数は歴代3位の619試合を記録している。
創造性豊かなプレービジョンと優れた技術、高い得点力で知られたトッティは、ASローマにおける史上最高の選手にして、イタリア史上最も偉大なサッカー選手の一人であると見なされている。トッティはイタリアサッカー選手協会が主催する、毎年活躍した選手に表彰される賞であるオスカル・デル・カルチョにおいて、セリエA最優秀選手に2回、イタリア人最優秀選手に5回などにそれぞれ選出されている。
イタリア代表においては2007年7月20日に代表引退を表明するまでに計58試合に出場し、準優勝となったUEFA EURO 2000、優勝した2006 FIFAワールドカップではそれぞれ大会選定のオールスターチームにも選ばれた。2004年には、ペレが選んだ世界の偉大なサッカー選手100人のリストであるFIFA 100にもノミネートされた。2006年にはイタリア共和国功労勲章を受賞。2011年の国際サッカー歴史統計連盟の発表では、トッティはヨーロッパで最も人気のある選手に認定された。

## 幼少期

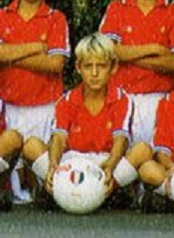
幼少期

1976年9月27日、父・ロレンツォと母・フィオレッラの下に生まれ、ローマのメトロニア門地区で生まれ育った。幼い頃から年上の少年達とサッカーをして遊んでおり、彼のスターは当時ASローマのキャプテンであったジュゼッペ・ジャンニーニであったという。彼の一家は熱烈なローマファンであり、週末には決まって家族でオリンピコへ観戦に訪れていたという。
8歳の時にフォルティトゥードのユースチームに入団し、その後ズミット・トラステヴェレへの移籍を経てロディジャーニに移籍した。ユースチームでの活躍はスカウト達の目に留まり、実際にACミランのユースチームからスカウトを受けるも、彼の母親はトッティを故郷に残すためにこれを拒否した。1989年にASローマのユースチームに入団した。ロディジャーニは当初、トッティをローマのライバルチームであるラツィオに売却することを予定していたが、当時ローマのユースチームのコーチであったギルド・ジャンニーニはトッティの両親を説得し、トッティをローマのユースチームに引き入れることに成功した。

## クラブ経歴

### 1993年～1997年：プロキャリア初期
ユースチームでの3年間のプレーを経て1993年3月28日、アウェーのブレシア戦でわずか16歳でのトップチームデビューを飾り、2-0での勝利に貢献した。カルロ・マッツォーネに監督が交代した翌シーズンから、セカンドストライカーとして何度か起用され、1994年9月4日のフォッジャ戦でセリエA初得点を記録した。同シーズンの途中からはレギュラーに定着し、その後の3シーズンに掛けて計16得点を記録、監督からもその才能を称賛された。
1996-97シーズンにはマッツォーネ監督が解任され、新たにビアンチが監督に就任するも、チームは12位と低迷した。トッティもビアンチの下で出場機会が減少し、1997年1月にはサンプドリアへのレンタル移籍の寸前にまで至っていたが、当時の会長であったフランコ・センシが土壇場で合意を破談にし、ローマに残留することとなった。後にトッティは「（それまでに指導を受けた数多くの監督の中で）ビアンチとだけは反りが合わなかった」と語っている。

### 1997年～1999年：10番の継承、そして史上最年少のキャプテンへ
1997-98シーズンからは新監督にズデネク・ゼーマンが就任すると、左ウイングとして起用されるようになり、フィジカル面でもテクニカル面でも大きな成長を遂げた。また同シーズンから10番の背番号を与えられ、トッティは4-3-3フォーメーションの利点を生かした縦への突破を見せるなど、チーム内でより大きな役割を担うようになった。同シーズンにセリエAの全試合で計13得点をマークし、チームの4位でのフィニッシュに貢献を果たした。同年のチェーザレ・マルディーニ監督率いる1998 FIFAワールドカップのイタリア代表メンバーには招集されなかったが、彼が同シーズンのセリエAで見せたその豊かな創造性と優れた得点力は高い評価を得て、イタリアのサッカー専門誌「グエリン・スポルティーボ」が選出した年間最優秀選手に与えられる賞であるグエリン・ドーロを受賞した。
翌1998-99シーズン、このシーズンからクラブのシンボルとリーダーとしての認知を得るようになり、1998年10月31日、当時のキャプテンであったアウダイールからキャプテンの座を継承し、わずか22歳の若さでセリエAにおける史上最年少のキャプテンとなった。同年10月29日、トッティは同じ都市のライバルチームであるラツィオを相手に3-3で引き分けた試合で同点ゴールを決めたが、これは彼のローマダービーでの初めてのゴールだった。最終的に彼はゼーマンの下での2シーズンで計30得点26アシストを産出し、1998-99シーズンの終了後にはオスカル・デル・カルチョの若手選手賞を受賞した。

### 1999年～2004年：カペッロの監督就任とスクデット、黄金期の到来
1999年6月、ASローマ会長のフランコ・センシは監督のゼーマンを解任し、新監督にACミランやレアル・マドリードでも指揮を執った元イタリア代表のファビオ・カペッロを招聘した。カペッロの下でローマはトッティを中心としたチーム作りを模索し、トッティはそのパスセンスと創造性の高さを生かすために、3-4-1-2フォーメーションの攻撃的ミッドフィルダーに配置された。2000年にはセリエA最優秀選手およびセリエA最優秀イタリア人選手に選出され、またバロンドールでも14位にランクインした。
2000-01シーズンには2-0で勝利した10月1日のホームでのボローニャとの開幕戦で先制点を挙げると、12月10日のホームのウディネーゼ戦では強烈なボレーシュートで決勝点をマークし、その後もコンスタントに得点を重ね、ローマはリーグの前半戦を首位で折り返した。トッティはシーズンを通してチームの躍進のために重要な役割を担い、そして迎えた最終節の2001年6月18日のホームのパルマ戦、ローマはトッティ、ガブリエル・バティストゥータ、ヴィンチェンツォ・モンテッラの3人のアタッカーが1得点ずつを挙げ3-1で勝利、ローマは悲願の18シーズンぶりのスクデット獲得（リーグ優勝）を決めた。トッティ自身はこのシーズンのセリエAにおいて、自己最多タイの13得点を獲得した。このシーズンの後の2001年、前年に続き2年連続でのセリエA最優秀イタリア人選手に選出された他、バロンドールの投票ではキャリアハイの5位に入った。
翌2001-02シーズンより3-5-2のフォーメーションにおいて、バティストゥータまたは新たに獲得した若手のアントニオ・カッサーノの後方で、フォワードとセカンドストライカーの間の位置で自由にプレーするフリーロールとして起用されるようになった。翌シーズンの2002年9月30日の3-2で勝利したアウェーのブレシア戦では、セリエAで初めてのハットトリックを記録した。また2002年10月30日にサンティアゴ・ベルナベウで行われたUEFAチャンピオンズリーグのアウェーのレアル・マドリード戦では、この試合唯一のゴールである決勝点を決めローマの1-0での勝利に貢献した。イタリアのチームがマドリードでの試合で勝利したのは実に35年ぶりとなった。これらの活躍にも関わらず同シーズンのローマはCLではグループリーグ敗退、セリエAでは8位という結果に終わり、またファイナリストにまで進出したコッパ・イタリアでは、決勝戦のACミラン戦ではトッティは2得点を挙げたが、チームは3-6で敗北した。それでもトッティは自らの活躍から、2003年には自身2度目のセリエA最優秀選手に選出された。続く2003-04シーズンには、セリエAで自身最多となる20得点を記録しローマの準優勝に貢献、自身2度目のセリエA最優秀選手に選出された。

### 2004年～2008年：低迷期の中でのストライカーへのコンバート
カペッロや複数の選手がチームを去った2004-05シーズンはローマは低迷するものの、トッティ自身は得点を重ねてセリエAでは12得点を挙げた。10月3日のインテルナツィオナーレ・ミラノ戦でセリエA通算100得点を達成。また12月19日のパルマ戦ではセリエA通算107得点とし、ロベルト・プルッツォを抜き、ローマのクラブ史上最も多くの得点を記録した選手となった。チームは最終的に8位でシーズンを終え、コッパ・イタリアでは決勝戦に進出したもののインテルに敗れて準優勝に終わった。
ルチアーノ・スパレッティが就任した2005-06シーズンからは、4-2-3-1フォーメーションの中でセンターフォワードとして起用されるようになった。最前線のポジションであるにも関わらずたびたび中盤でのビルドアップを担い、それにより攻撃的ミッドフィルダーとウイングの攻め上がるためのスペースが生まれるといった場面が度々生じた。このシステムは後に「4-6-0」、あるいは「0トップ」と表現され、トッティの役割は「偽9番」と呼称されるようになった。ローマは同シーズンに開幕9連勝というクラブ新記録を達成するが、10連勝をかけた2006年2月19日のエンポリ戦にて、開始直後にエンポリのリカルド・ヴァニーリのバックチャージを受けて転倒し、腓骨の骨折および靭帯損傷の大怪我を負った。同年のワールドカップ出場は絶望視されたが、驚異の回復力を見せ、5月11日のインテルとのコッパ・イタリア決勝戦に途中出場しピッチに復帰した。手術中には足首に金属板が取り付けられていたが、トッティの主治医は彼のプレーに影響を及ぼさないよう、翌シーズンまでは金属板は取り外さないこととした。また骨折の回復を速めるために、テリパラチドの適用外治療を受けた。

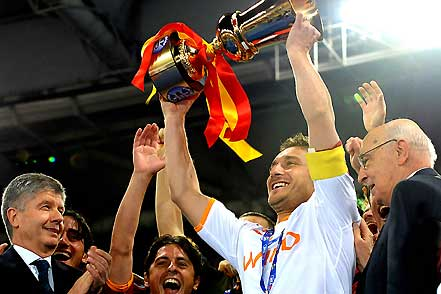
イタリア大統領(当時)のジョルジョ・ナポリターノ(右)からコッパ・イタリアのトロフィーを受け取るトッティ(2008年)

2006-07シーズンはセリエAではキャリアハイの26得点を記録し、自身初となるセリエA得点王を獲得、また同時にヨーロッパにおける年間最多得点者に与えられるゴールデンブーツ賞を受賞した。ローマはセリエAではインテルに及ばず2位に留まり、チャンピオンズリーグでは準々決勝でマンチェスター・ユナイテッドに敗れたが、コッパ・イタリアではACミランを破って優勝を果たした。2007年のバロンドールにもノミネートされ、10位にランクインした。
2007-08シーズンには1-0で勝利した8月29日のスーペルコッパ・イタリアーナのインテル戦において、相手ゴール前でペナルティーキックを獲得し、それをダニエレ・デ・ロッシが決めてローマの勝利に貢献した。2008年1月16日の4-0で勝利したコッパ・イタリアのトリノ戦ではキャリア通算200得点を達成。同年1月28日には5度目のセリエAイタリア人最優秀選手に選ばれた。翌2月24日、フィオレンティーナ戦でセリエAでの出場試合数を386試合に伸ばし、1960年代のローマのキャプテンであったジャコモ・ロージの記録に並び、同27日のインテル戦でその記録を破った。3月9日の2-0で勝利したSSCナポリ戦ではローマでの通算出場試合数500試合を達成し、自身はペナルティキックから2点目のゴールを決めた。だが4月19日のリヴォルノ戦で右膝を負傷し、4ヶ月間の離脱を強いられ残りのシーズンの棒に振ったが、同シーズンのローマはクラブ記録となる勝ち点82を記録しインテルと最終節まで優勝争いを演じ、またコッパ・イタリアでは再びインテルを降し連覇を達成した。この決勝戦にはトッティは出場していなかったものの、キャプテンとして優勝カップを受け取り、トッティはローマの歴史上において最も多くのタイトルを獲得したキャプテンとなった。

### 2008年～2011年：怪我明け後の苦難と復活

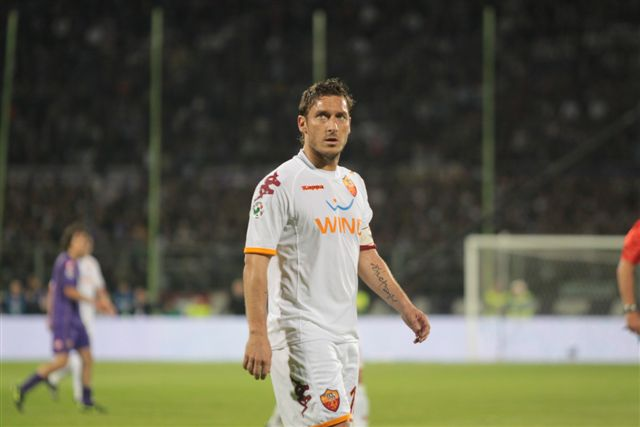
フィオレンティーナとの試合でプレーするトッティ

怪我明けの2008-09シーズン、8月29日に行われたスーペルコッパ・イタリアーナのインテル戦に出場したが、延長戦を経て2-2の引き分けの末PK戦に突入するも、5人目のキッカーとなったトッティはPKを外してしまい、チームは2-2(PK5-6)で敗北した。11月8日のボローニャ戦ではセリエA400試合出場を達成し、先制点を挙げるも結果は1-1の引き分けに終わった。2009年4月19日の3-2で勝利したホームのレッチェ戦で、セリエA通算175点目となるゴールを決め、アメデオ・アマデイの記録を上回りセリエAでの通算得点数において歴代10位にランクインした。2009年7月に、クラブとの契約の2014年までの延長した。
翌2009-10シーズンはローマは開幕から2連敗というスタートを切り、4年間指揮を執ったスパレッティが監督を辞任、後任には前ユベントスのクラウディオ・ラニエリが就任した。スパレッティの辞任については、トッティも「避けられないことだった」と話している。ラニエリの就任後チームの成績は好転し、セリエAで24試合無敗を記録するなど優勝争いを展開。トッティはチャンピオンズリーグ予選では第3ラウンドのKAAヘント戦の1stレグ、プレーオフのFC VSSコシツェ戦の2ndレグでそれぞれハットトリックを達成、セリエAでも11月22日のバーリ戦でセリエAでは7年ぶりとなるハットトリックを記録した。その8日後、ローマと新たに5年間の契約を結んだことを正式に発表し、その後はクラブのディレクターに就任すると述べた。その後、複数の怪我に悩まされていたも関わらず、ガブリエル・バティストゥータ、ジュゼッペ・シニョーリ クルト・ハムリンらの通算得点数を抜き、セリエA歴代単独6位の得点数となった。コッパ・イタリアでは決勝に進出し2シーズンぶりにインテルと対戦したが、ローマは0-1で敗れ、またこの試合でトッティは終了間際にマリオ・バロテッリを後ろから蹴りつけ、退場処分を受けた。この行為でトッティは多くの批判を受け、一時は引退を考えるほどに悩むこととなった。
翌2010-11シーズンのスーペルコッパ・イタリアーナでもローマはインテルにまたしても敗北を喫し、試合後にトッティは監督のラニエリの採った守備的な戦術を公然と批判した。同年にゴールデンフット賞を受賞したが、ラニエリはトッティの年齢を不安視していたことから、彼の代役として若手のマルコ・ボリエッロやミルコ・ヴチニッチ、ジェレミー・メネスらの適応を優先させる方針を採った。9月15日に行われたCLグループステージ第1節のバイエルン戦の試合後には戦術批判とも取れる発言が報じられ、9月25日のインテル戦では75分の途中交代後にベンチに座らず直接ドレッシングルームへ戻り、試合後には他の選手よりも先にスタジアムを離れるなど怒りを露にし、試合の翌日にはラニエリとの話し合いが行われるなどしたが、一方でラニエリはトッティに対する強い信頼感を示した。しかし2011年1月9日の1-2で敗れたアウェーのサンプドリア戦では後半のロスタイムというタイミングで交代で投入されたことで再び不仲説が報じられるようになり、一部ではラニエリとの確執から退団の噂までも流れた。2011年2月20日のジェノア戦でチームが3-4で敗北し4連敗を喫した後、ラニエリはローマの監督を辞任し、後任には2001年のローマの優勝メンバーの一人であり、元チームメイトのモンテッラが就任した。

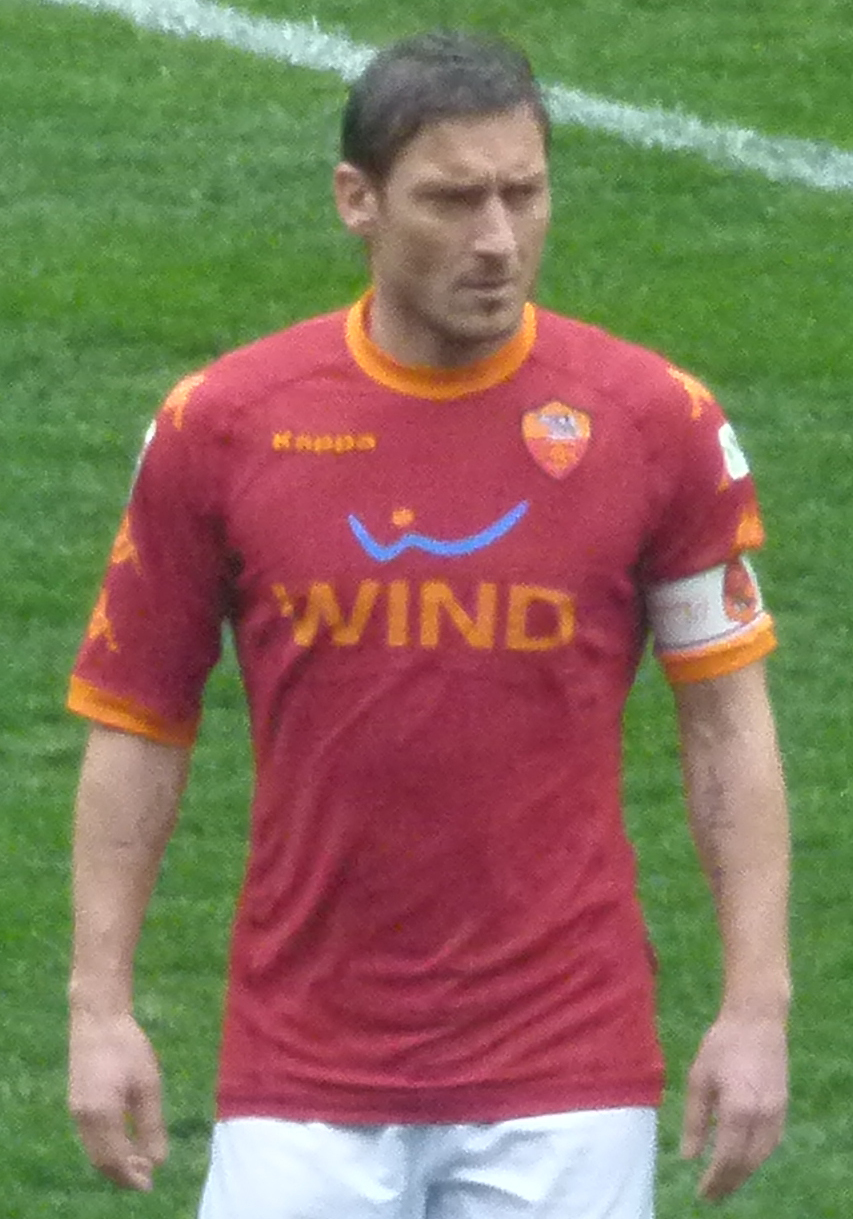
2010-11シーズン後半のトッティ。

モンテッラはチームのフォーメーションをスパレッティ時代の4-2-3-1に戻し、トッティの出場機会を再び増やし、結果としてトッティは以前のベストフォームを取り戻すようになった。3月13日のラツィオ戦では2得点を挙げ、ローマダービーでは5度目となる勝利を収めた。また3月20日の2-2で引き分けたフィオレンティーナ戦では2得点を挙げてセリエA通算201得点を記録し、セリエAで200得点を挙げた史上6番目の選手となった。4月9日のウディネーゼ戦でも2得点を挙げて9シーズン連続12回目となるセリエA2桁得点を達成し、試合後にトッティ本人も「20歳の時でもこれほど好調だったことはない」と話した。5月1日のバーリ戦で、セリエAでの通算得点数を206に延ばし、ロベルト・バッジョの記録を抜いて歴代5位の通算得点記録保持者となった。このシーズンは15得点を記録し、最後の13試合では12得点を挙げる活躍を見せた。
2010-11シーズンの終了後、ローマはクラブの所有者を旧オーナーのロゼッラ・センシから、トーマス・ディベネデット率いるアメリカ資本に取って代わられることとなった。新たな経営陣の下でクラブはモンテッラとの契約を更新しなかったため、モンテッラはカターニアの監督へと移動した。ローマの経営陣はバルセロナスタイルのフットボールを模索するため、バルセロナBの監督を務めていたルイス・エンリケを監督に指名した。

### 2011年～2012年：ミッドフィルダーへの回帰
ローマは2011-12シーズン当初苦戦が続き、トッティはベンチスタートとなる機会が増加した。また2011年10月1日のアタランタBC戦の後半で負傷するが、11月20日のレッチェ戦で復帰した。パフォーマンスが回復するようになった12月半ば頃から、以前のように再び攻撃的ミッドフィールダーとしてプレーするようになり、その結果得点数は8と2002-03シーズン以来続いていた連続2桁得点は9シーズンで途絶えたものの、12月12日の1-1で引き分けたホームのユヴェントス戦ではデ・ロッシの先制点を、12月18日の3-1で勝利したアウェーのナポリ戦ではパブロ・オスバルドの得点をそれぞれアシストするなど、同シーズンを通して多くのアシストを記録した。同シーズンを通して、その存在感とリーダーシップ、豊富なプレー経験を活かしてチームが必要とするポジショニングを取り、前線と中盤の間でゲームをコントロールする役割を担った。
2012年1月8日の2-0で勝利したキエーヴォ戦では、前半と後半にそれぞれPKを決めてシーズン初ゴールを獲得した。また5-1で勝利した1月22日のチェゼーナでは2得点を挙げ、セリエAでの得点数を単一のクラブでは最多となる211得点に延ばした。5月3日のホームのカターニア戦では、セリエAの通算出場500試合を記録した。

### 2012年～2015年：数々の記録の達成

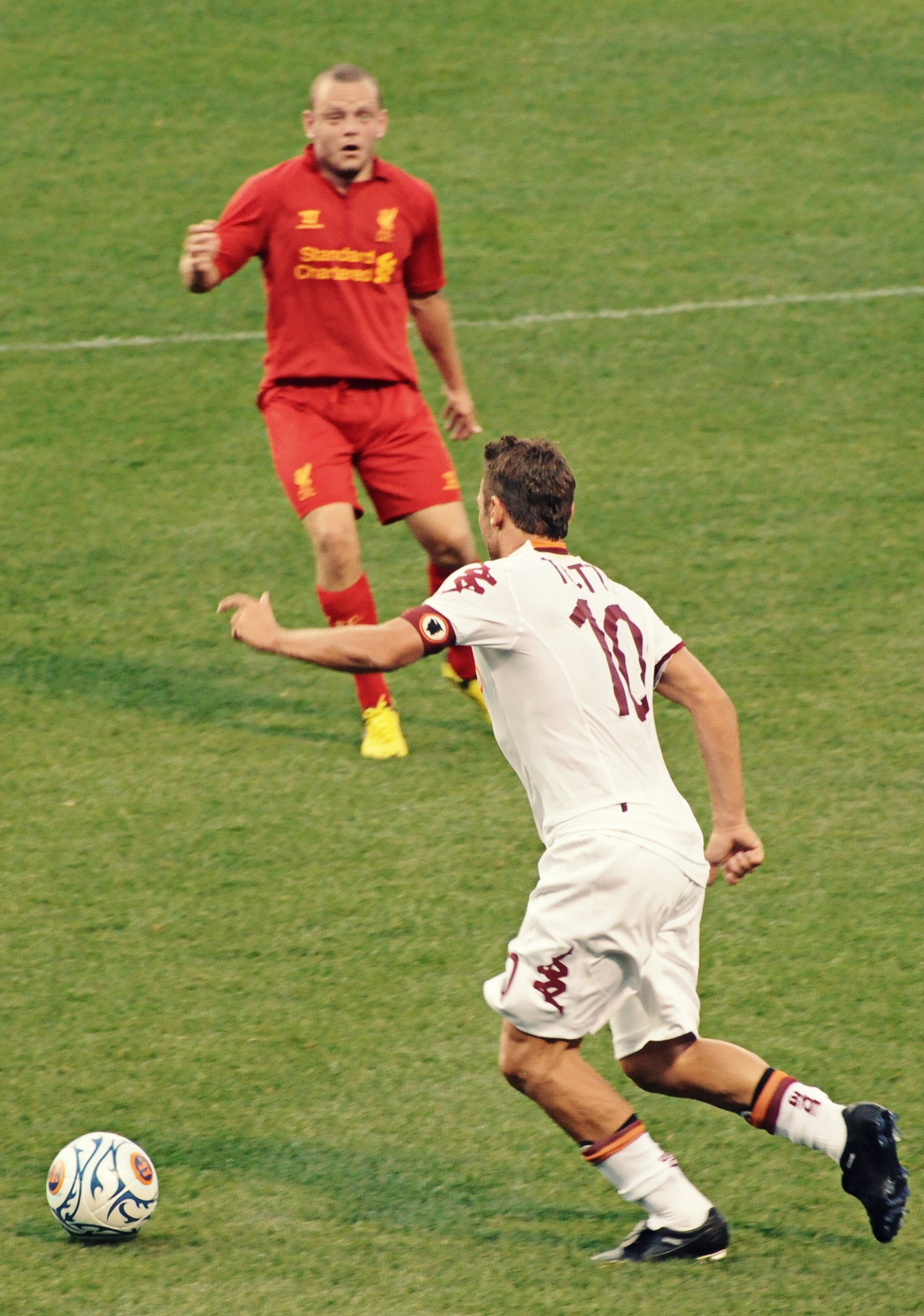
ボストンのマサチューセッツで行われたリヴァプールとの親善試合にて。

2011-12シーズンはローマは15年ぶりに欧州のカップ戦への出場資格を失い、ルイス・エンリケは監督を辞任、新監督にはかつてローマを指揮した経験を持つゼーマンが13シーズンぶりに再び就任した。ゼーマンは自身の好む4-3-3のフォーメーションで、トッティを左ウィングとしての自由な役割でプレーさせようと試みた。その役割は13シーズン前のそれと比較的よく似たものであったが、加えてトッティは相手中盤へのプレッシングでボールを奪う役割を担うこともできた。既に36歳の誕生日を間近に控えた2012年9月2日のアウェーでのインテル戦で、アレッサンドロ・フロレンツィとダニエル・オスバルドの得点をそれぞれアシストし3-1での勝利に貢献、試合後には多くのメディアからの賞賛を受けた。9月26日のサンプドリア戦ではシーズン初得点を挙げてセリエA通算216得点とし、ジョゼ・アルタフィーニ、ジュゼッペ・メアッツァと並び歴代3位となった。その後10月21日のジェノアCFC戦で1得点を挙げ、単独3位に浮上した。
このシーズンはゼーマンの攻撃的なサッカーの下で順調に得点を重ねたが、チームとしては低調なパフォーマンスが続き、2013年2月の序盤にはゼーマンは解任され、クラブのテクニカルコーチであったアウレリオ・アンドレアッツォーリへと交代した。それでもトッティは活躍を続け、新監督の下で行われた2月16日のユヴェントス戦では決勝点をマークして1-0での勝利に貢献し、ローマはリーグに大きな衝撃を与えた。また3-1で勝利した3月3日のジェノア戦でPKを決め、セリエA通算225得点を記録してグンナー・ノルダールに並ぶ歴代2位タイとなると、3月18日のパルマ戦での得点でノルダールの記録を破り単独2位となった。4月8日の1-1で引き分けたラツィオとのローマ・ダービーでトッティはPKを決め、セリエAのローマ・ダービーでのゴール数を9とし、マルコ・デルヴェッキオの持っていた記録に並んだ。最終的にトッティは同シーズンで34試合に出場し、12得点12アシストを達成した。またローマはコッパ・イタリアの決勝に進出したが、決勝ではライバルのラツィオに0-1で敗れた。

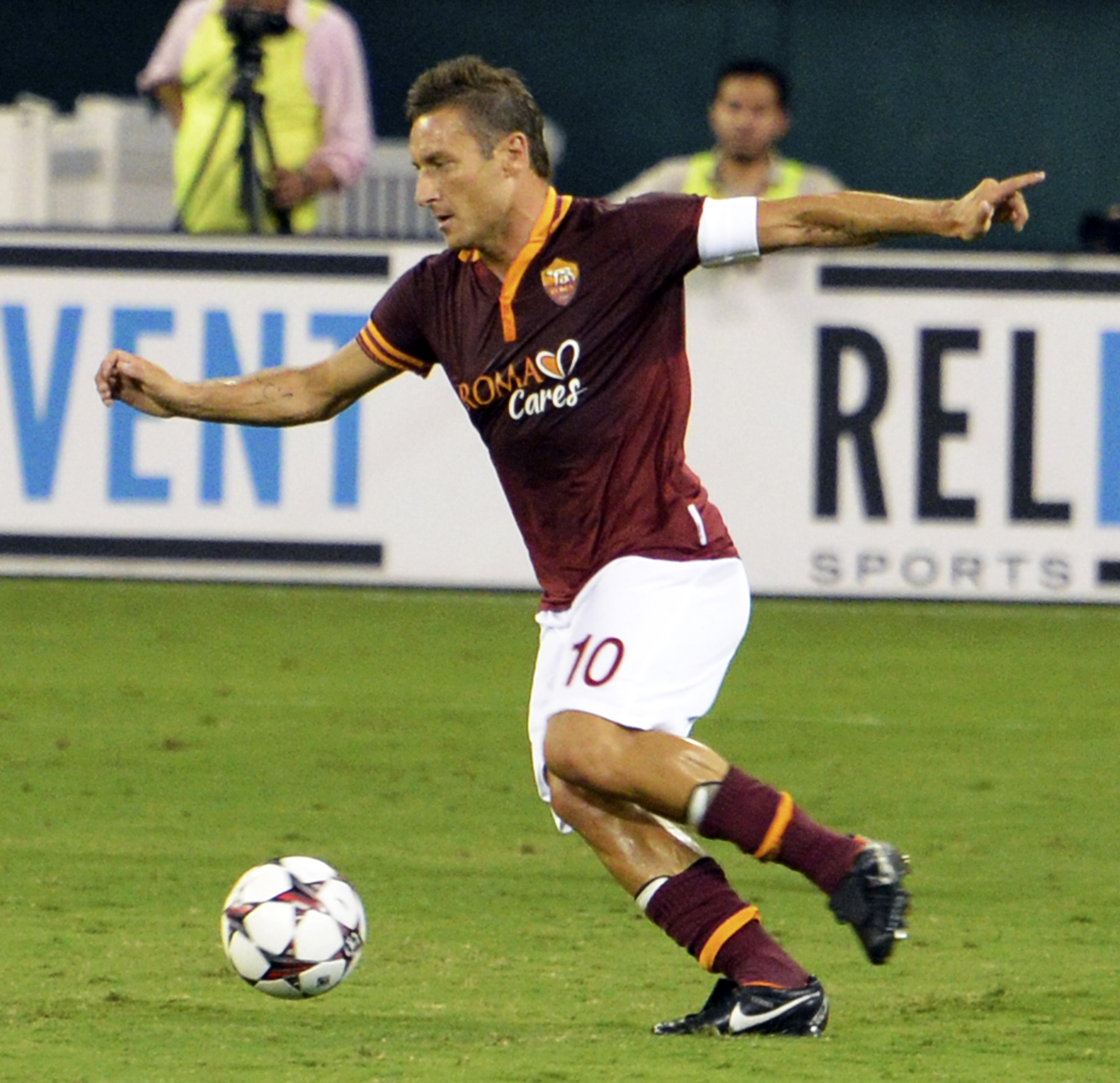
2013年8月のチェルシー戦でのトッティ。

2013年夏には新監督として前リールのリュディ・ガルシアが招聘され、再び偽9番として起用される機会が増加したが、時にはフォワードとして、また左ウィングとしてもプレーを見せた。2013年9月20日、ローマはトッティと新たな契約を結んだことを発表し、彼は39歳の誕生日を過ぎて2016年までクラブに留まることを発表した。3-1で勝利した9月16日に行われたパルマ戦にて、2013-14シーズン最初のゴールを決めた。続くインテル戦でも2得点を挙げて3-0での勝利に貢献し、チームは開幕から7試合全勝を維持した。
2014年2月14日には右臀部を打撲し、約一ヶ月の間ピッチを離れたが、3月17日のウディネーゼ戦にて復帰し、先制点を奪ってチームも3-2で勝利を収めた。その8日後のトリノ戦で、現役出場700試合を達成した。8ゴール10アシストの結果でシーズンを終え、同シーズンにおけるアシスト数1位をマークした。

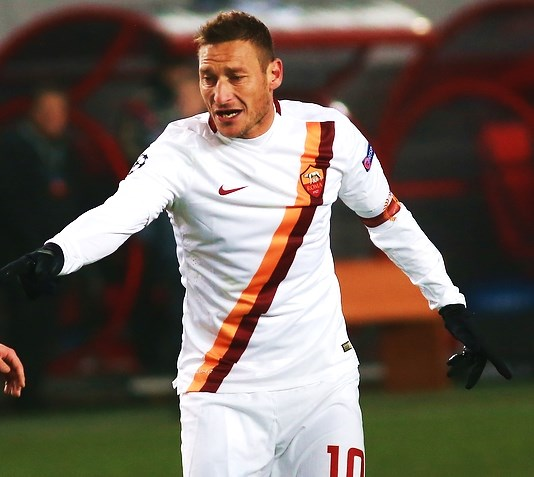
2014年のUEFAチャンピオンズリーグのCSKAモスクワ戦におけるトッティ。

2014-15シーズン、38歳の誕生日の3日後に行われた2014年9月30日のUEFAチャンピオンズリーグのグループステージのマンチェスター・シティ戦で同点弾を決め、大会史上最年長ゴール記録を更新した。この得点は同時に、プロキャリア300点目の得点でもあった。同年11月25日のCSKAモスクワ戦でも直接フリーキックで得点を挙げ、自身の記録を更新した（38歳59日）。
2015年1月11日には、地元のライバルであるラツィオとの対戦で2得点を挙げてローマダービーでの得点数を11とし、元ローマのディノ・ダ・コスタに並ぶ両チーム含めての1位タイに躍り出た。また、このゴールの際に見せた「自撮り」のパフォーマンスは大きな反響を呼んだ。
5月9日の2-1で勝利したACミラン戦では、ロベルト・バッジョの持つセリエAでのPKによる最多得点記録に並んだ(68)。同シーズン、10得点を記録して7度目となるチーム最多の得点数でシーズンを終えた。

### 2015年～2017年：晩年、そして引退
2015年9月20日に2-2で引き分けたホームのサッスオーロとの試合で、ローマにおける300点目のゴールを記録した。しかし彼の39歳の誕生日の前日である9月26日に行われたカルピ戦ではチームは5-1で勝利したものの、右の股関節の筋緊張により負傷してしまい、3ヶ月間の間戦線を離脱することとなった。その後年明けとなる1-1で引き分けた2016年1月9日のホームのミラン戦で復帰し、ジャンルカ・パリュウカの持つセリエA出場試合数3位タイに並ぶ592回目の出場を果たした。
2月に監督のガルシアが解任され、後任として以前にもローマの指揮を採ったルチアーノ・スパレッティが再度就任すると、ホームでのパレルモ戦の前日であった20日にトッティは公の場において、スパレッティによる自身の起用を「敬意を欠いている」と公然と批判した。さらにはこれに対し、当日となる21日にスパレッティはトッティに対して練習場からの帰宅を命じ、登録メンバーからも除外するという措置を取り、試合中はサポーターから「フランチェスコ、俺らはみんな味方だぜ」「トッティ、トッティ、ゴール！」などのコールが上がるなどサポーターはトッティを支持した一方で、クラブはトッティに対する敬意を示しつつもスパレッティを支持する立場を表明するなど大きな騒動となり、一時は契約満了となるシーズン終了後の退団すら噂されるまでに発展したが、27日にはスパレッティの口より「全てが改善した」と関係の改善が明言されるに至った。
3月8日、アウェーのUEFAチャンピオンズリーグのレアル・マドリード戦2ndレグでステファン・エル・シャーラウィとの交代で途中出場し、0-2と敗れはしたものの、サンティアゴ・ベルナベウの観客達からスタンディングオベーションを受けた。4月20日のホームのトリノ戦では86分の出場から2得点を挙げ、3-2での勝利の立役者となった。これにより1953年2月1日のラツィオ戦で当時ノヴァーラのシルヴィオ・ピオラの39歳と4ヶ月2日の記録を抜いて、セリエA史上最年長の39歳と6ヶ月23日で2得点を記録した選手となった。また、2点目のゴールはセリエA69点目のPKによる得点となり、これによってロベルト・バッジョの記録を抜いてセリエA単独1位となった。
5月2日の3-2で勝利したアウェーのジェノア戦では途中出場から直接フリーキックでゴールを決め、セリエAにおける直接フリーキックによる得点数を21に延ばした。これはアレッサンドロ・デル・ピエロ、アンドレア・ピルロ、シニシャ・ミハイロヴィチに次ぐセリエA第4位の記録となった。3-0で勝利した5月8日のホームのキエーヴォ戦では途中から出場して3点目をアシストし、この試合でセリエA通算600試合への出場を達成した。このシーズンの出場は13試合に留まり、最後の6試合では全て途中出場であったにも関わらず4得点を挙げた。トッティのローマとの契約は同シーズンで満了となっていたが、同年6月7日に2016-17シーズンの終了後に現役を引退することを発表して契約を1年延長し、また引退後にはローマのテクニカルディレクターとして6年間の契約を結んだことも明らかにした。
2016-17シーズンの初出場となった9月11日のサンプドリア戦で、元ミランのパオロ・マルディーニに並んで通算25シーズン連続の出場を達成し、また後半のPKによる決勝点を挙げて、23シーズン連続で得点を挙げた選手となった。40歳の誕生日のちょうど2日前となる9月25日に行われたトリノ戦ではPKからセリエA250点目となる得点を挙げたが、チームは1-3で敗れた。9月29日のUEFAヨーロッパリーグでアストラ戦では40歳を迎えて初となる試合に90分を通して出場し、1ゴール2アシストを記録して4-0での完勝に大きく貢献した。また同じくELの10月20日の3-3の引き分けに終わったアウストリア・ウィーン戦では、UEFA主催のクラブ大会への出場数が通算100試合に達した。しかしその後の10月下旬の練習中に、左大腿部の怪我で期間未定の離脱を強いられることとなった。とはいえ11月27日のペスカーラ戦では途中出場で復帰し、チームは3-2で勝利した。2017年2月1日、2-1で勝利したコッパ・イタリアの準々決勝のチェゼーナ戦に出場したが、後半ロスタイムの97分に再びとなる怪我を負った。4月15日の1-1で引き分けたホームのアタランタ戦では途中交代で出場し、ハビエル・サネッティの持つセリエA第3位タイとなる通算出場試合数615試合の記録に並んだ。
5月3日にはローマSDのモンチがトッティとの同シーズン末までの契約を延長しないことを明言し、5月25日には自身のSNSで改めてローマからの退団を表明、またホームで行われる5月28日のジェノア戦がローマでのラストゲームになると伝えた。そして28日、54分にモハメド・サラーとの交代でピッチに入り、観客からのスタンディングオベーションを受けた。同シーズン限りでの引退とクラブへのフロント入りは既定路線となっていたにも関わらず、一時は現役引退への名残惜しさから東京ヴェルディ等の複数のクラブへの移籍の可能性もあると噂された時期もあったが、7月になって正式に引退とASローマのフロント入りが発表された。

## 代表経歴

### ユース代表時代
若い頃からFIFAとUEFAの世代別代表チームの大会でプレーし、国際的な注目を集めていた。トルコで開催された1993年のUEFA U-16欧州選手権では決勝に進出したが、累積警告によるサスペンションのため決勝戦には出場できず、イタリアは0-1で敗れ優勝を逃した。その4ヶ月後、日本での1993 FIFA U-17世界選手権に出場し、イタリアはグループステージで敗退したものの、メキシコ戦ではチーム唯一となる得点を挙げた。また、1995年7月に開催されたUEFA U-19欧州選手権の準決勝でも、1-4で敗れたスペイン戦で得点を記録した。その1年後にはチェーザレ・マルディーニ監督のもと、スペインでのUEFA U-21欧州選手権に参加し、決勝では地元スペインを相手に先制点を挙げ、追い付かれたもののPK戦の末に勝利し、前年のリベンジを果たした。また翌年には地元イタリアで開催された地中海競技大会も制覇し、決勝トーナメントでは計2得点を挙げるなど優勝に貢献した。1998年10月10日のEURO2000予選、スイス戦でフル代表デビューを果たした。これらの活躍により、2015年と2017年にはそれぞれUEFAが選定した歴代ベストチームにも選ばれている。

### A代表デビュー
世代別代表チームでの活躍を経て、1998年10月10日のUEFA欧州選手権予選のスイス戦でディノ・ゾフ監督の下でフル代表デビューを飾り、チームは2-0での勝利を収めた。2000年4月26日のポルトガルとの親善試合では、代表での初ゴールを決めた。

### EURO2000

決勝戦でのトッティ。

イタリアはEURO2000本戦に出場し、グループステージ2回戦の共催国のベルギー戦で、デメトリオ・アルベルティーニのクロスに頭で合わせて国際主要大会での初ゴールを決め、またこの試合のマン・オブ・ザ・マッチにも選出された。また準々決勝のルーマニア戦でも、ステファノ・フィオーレのアシストに合わせて得点を上げるなど活躍。準決勝の共催国のオランダ戦のPK戦ではエトヴィン・ファン・デル・サールからクッキアイオ（チップキック）でゴールを奪い、観客の度肝を抜いた。決勝のフランス戦では見事なアシストでローマでのチームメイトであるマルコ・デルヴェッキオの先制点の起点を作った。しかし後半にトッティは二度得点の機会を創出したにも関わらず、パスを受けたアレッサンドロ・デル・ピエロはそのチャンスを得点に繋げることができず、イタリアは後半終了間際に同点弾を許し、延長戦でダヴィド・トレゼゲのゴールデンゴールを決められ逆転敗けを喫した。とはいえトッティは敗れはしたものの決勝戦のマン・オブ・ザ・マッチに選出され、大会選定の優秀選手にも選ばれた。最終的にこの大会で、2得点1アシストを記録した。

### 2002 FIFAワールドカップ、EURO2004
2002 FIFAワールドカップ 日韓大会では10番の背番号を与えられ、グループステージのエクアドル戦とクロアチア戦でクリスティアン・ヴィエリのそれぞれ先制点をアシストしたにも拘わず、その低調なパフォーマンスは国内のメディアの批判に晒された。決勝トーナメント・ラウンド16の共催国の韓国戦では、延長戦で彼が倒れたプレーが疑惑の判定でシミュレーションをとられ退場（後にFIFAが誤審を認める）となり、その他数々の疑惑の判定の末にイタリアは敗北し、トッティは「審判を代えて、最初からワールドカップをやり直すべきだ」と怒りを顕わにした。またポルトガルで開催されたEURO2004では、グループステージ初戦のデンマーク戦で、DFのクリスティアン・ポウルセンの顔面に唾を吐いたシーンが映像に残ったため3試合の出場停止処分を受け、チームもグループステージで敗退したため活躍できなかった。

### 2006 FIFAワールドカップ

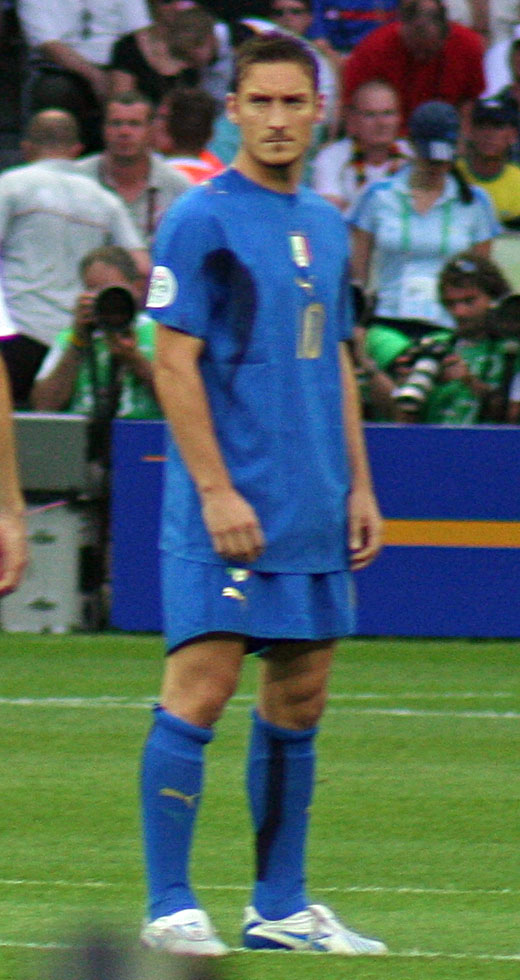
2006 FIFAワールドカップの決勝でのトッティ。

2006 FIFAワールドカップ ドイツ大会では前述の怪我から復帰したばかりで本調子ではなかったものの、イタリア代表監督のマルチェロ・リッピはトッティを最終登録メンバーの23人に選出した。トッティは適応への懸念にも拘らずチームにおいて重要な役割を担い、 決勝戦を含むイタリアの全7試合全てに出場した。トッティはダニエレ・デ・ロッシ、ジェンナーロ・ガットゥーゾ、シモーネ・ペッロッタらのガードを受けながら、攻撃的ミッドフィルダーとして攻撃のタクトを振るい、大会を通してフアン・ロマン・リケルメ、バスティアン・シュヴァインシュタイガー、ルイス・フィーゴ、そしてチームメイトのアンドレア・ピルロと並んで大会最多の4アシストを記録した。またプレーの際には、手術後まだ取り外されていなかった足首の金属板を付けた状態でプレーしていた。トッティは決勝トーナメント1回戦のオーストラリア戦ではPKを決め、準決勝の開催国のドイツ戦ではデル・ピエロの決定的な追加点の起点となるなど、イタリアの優勝に大きく貢献、大会選定のオールスターチームにも選出された。

### 代表引退
前述の度重なる負傷や、ローマでのプレーに専念したいとの理由により、2007年7月20日に代表引退を発表。最終的に58試合に出場して9ゴール22アシストを記録した。当時のイタリア代表監督のロベルト・ドナドーニはトッティにEURO2008予選への復帰を打診したが、成功しなかった。
2010 FIFAワールドカップ前になると同じく代表引退を発表していたアレッサンドロ・ネスタとともに代表復帰説が囁かれ、トッティももし招集されたならそれに応える旨の発言をしていた。しかし前述のマリオ・バロテッリへのファールもありそれが実現することはなく、大会でイタリアはグループステージで敗退することとなったが、イタリア代表のジャンルイジ・ブッフォンやファビオ・カンナヴァーロ、また元アルゼンチン代表のディエゴ・マラドーナはイタリアの敗因について「トッティのような創造性を持った選手の不在」を挙げた。
2014 FIFAワールドカップの際にもトッティ待望論が巻き起こり、2013年10月に当時のイタリア代表監督のチェーザレ・プランデッリは「現在のコンディションのままであればトッティのメンバー入りは確実」と述べるなどしたが、プランデッリは最終的には若手主体のメンバーで登録メンバー23名を構成し、代表復帰は実現しなかった。いくつかのメディアはこの決定を批判し、元ブラジル代表でローマでのトッティの元チームメイトのカフーも「ワールドカップではリオネル・メッシとクリスティアーノ・ロナウドよりもトッティを見たかった」と語った。そしてイタリアはグループステージで敗退した。
2016年5月頃に当時トッティが好調を維持していた時期にも、一部メディアではトッティをEURO2016に招集すべきとの意見があったが、監督のアントニオ・コンテはトッティを予備登録メンバーを含む30名の内に含めなかった。

## プレースタイル・評価

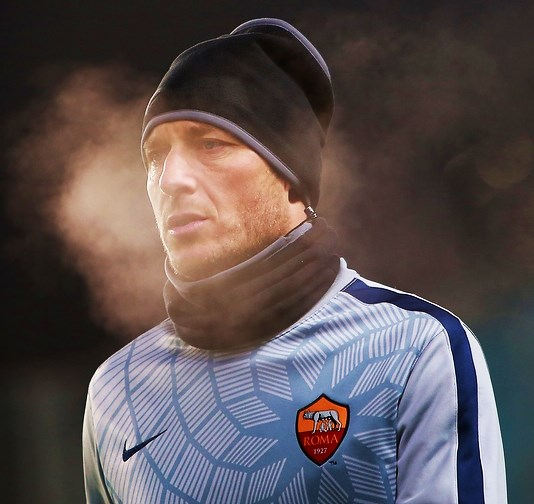
チャンピオンズリーグのCSKAモスクワ戦前のトッティ（2014年）

イタリア史上において最も才能が豊富であり、最も偉大なサッカー選手の一人であると考えられている。キャリアを通して攻撃的ミッドフィルダーあるいはセカンドストライカーの位置で、典型的な「10番」としてのプレーを果たしたが、ローマでの後半期はストライカーとしても活躍した。技術的にも優れた選手でありセンターラインより前であればどこでもプレーすることができ、ゼーマンの下ではウイングやセントラルMFとして、スパレッティやリュディ・ガルシアの下では「偽9番」としても活躍した。またルイス・エンリケの下では、より低い位置でレジスタとしてプレーしたこともあった。
高い得点力もさることながら、高度なボールコントロールと創造性を生かしたMFとしてのプレースキルや、彼の代名詞とも言えるノールックパスやバックヒールなどに代表されるゴール前でのポストプレーの巧みさでも知られており、技術の高さと視野の広さ、そしてその正確なパス能力はたびたび専門家からをも特別な賞賛を集めた。本人は日本のサッカー誌のインタビューにおいて、受け手のプレースタイルやクオリティーを理解し、それに合わせてパスを出すようにしていると語っている。彼のプレー範囲の広さからトッティの役割はしばしば、イタリア語において献身的でダイナミックなセンターフォワードとしての役割を指す「Centravanti di Manovra」と形容された。トッティはゼーマンの監督期の指導によって運動能力の大幅な向上を遂げ、以降はスピードと敏捷性の低下と引き換えにフィジカルの強さ、スタミナ、フィットネス、およびシュート力を向上させる事に成功し、これが彼のキャリアにおいて晩年に至るまで、常に一定の水準のパフォーマンスを維持できた要因ともされる。その一方で時には不要なファールによってイエローカードを受け、また現役通算でセリエAの歴史では6番目となる11度のレッドカードを受けるなど、プレー中の不規則な態度が原因で批判を浴びる事もあった。
トッティはバランスや緩急の付け方を駆使したドリブルで相手プレーヤーを抜き去る事に長けており、また元来右利きであるにも関わらず左右どちらの足でもシュートを打つ事ができた。またペナルティーキックの精度の高さや、フリーキックの正確さでも知られており、加えてセットプレーから威力重視のボール・回転の掛かったボールのどちらも打ち込む事ができた。またトッティはPKなどの場面でチップキック（イタリア語では「スプーン」とも呼ばれる）をたびたび用いていくつかのゴールを収めており、EURO2000の準決勝のイタリア対オランダ戦は代表的な一例として認識されている。また2005-06シーズンのローマ対インテル戦における、インテルのディフェンスのマルコ・マテラッツィを抜き去った後、ゴールキーパーのジュリオ・セザールをチップキックで躱して放ったゴールは、シーズンのベストゴールに選定された。また2002年のラツィオとのローマ・ダービーでも、このチップキックによる得点を挙げて5-1での勝利に貢献している。トッティ自身も2006年に出版した自伝など、何度か公の場でこのテクニックに関して言及している。
元イタリア代表GKで同代表監督も務めたディノ・ゾフはトッティについて、「トッティはロベルト・バッジョやアレッサンドロ・デル・ピエロと並んでこの25年で最高のイタリア人選手だ。トッティはイタリア史上最も完璧な10番だ。彼はそれらの素質を持ちながら、フィジカルの強さも併せ持っているからね。トッティは誰と比較するにも、必要なものを全て持っている。彼は同じレベルの選手たちほど、多くのトロフィーを持っているわけではないが、クオリティー、テクニック、フィジカルにおいては引けをとらない。トッティはトッティなんだ」と評している。

### ゴールパフォーマンス
トッティはゴールパフォーマンスの華やかさでも知られ、代表的な例としてセリエA1998–99シーズンのラツィオとのローマ・ダービー（シーズン二度目）で試合終了間際に得点を挙げた際には、ユニフォームの下に着用した「VI HO PURGATO ANCORA（俺はまたして お前らをやっつけた）」と記されたTシャツを見せつけるパフォーマンスを披露した。このような「仕込みTシャツ」式のパフォーマンスをトッティは好んでおり、2002年のローマ・ダービーでは妻のイラリー・ブラージに対する「6  Sempre Unica（君は唯一無二だ）、2011年のローマ・ダービーでも再び「6 Sempre Unica（君はは今なお唯一無二だ）」とのメッセージが記されたTシャツを披露している。2011-12シーズンのキエーヴォ戦にてシーズン初ゴールを決めた際には、「Scusate il Ritardo（遅れてごめんなさい)」と、初ゴールが遅くなった事のファンへの謝罪のメッセージを披露した。
また2004年のローマ・ダービーでは、タッチライン際からの実況カメラをジャックし、ローマファンに見せつけるといったパフォーマンスも披露している。
妻のイラリー・ブラージが子を妊娠してからは、自身を妊婦に見立ててユニフォームの下にボールを詰め、横たわってチームメートがボールを取り出すのを出産のシーンに見立てるという、妻の無事な出産を願い勇気づけるパフォーマンスを披露している。また第一子の誕生以降は、乳児の仕草に見立てて親指をしゃぶるといったパフォーマンスも継続的に披露していた.。2015年のローマ・ダービーでの2得点目の際には、スタンドから受け取ったスマートフォンで、観客たちと共に「自撮り（セルフィ―）」を撮影するといった現代的なパフォーマンスも見せている。

## 引退後
引退後は上述の通り、2017年7月17日を以てローマのSDへの就任が発表された。2017年9月18日には、UEFAのB指導ライセンスを取得するための講習の受講を開始したが、SDとしての活動が多忙のため休まずに出席し続けることが困難となったためライセンスの取得は断念に至り、ライセンスの取得はトッティに代わりローマと代表での元チームメイトのシモーネ・ペッロッタが参加した。
2019年6月17日、SDを辞任することを発表し、ユース時代から約30年間在籍してたローマを退団した。辞任を発表した記者会見で、パロッタ会長らがクラブの決定に自身を関与させなかったこと、ローマからローマ人を排除しようとしていると、パロッタ会長らを批判した。一方で、クラブを批判することはせず、「ローマを離れることは死ぬようなものだ。死んだほうがましかもね」と語った。

## 人物

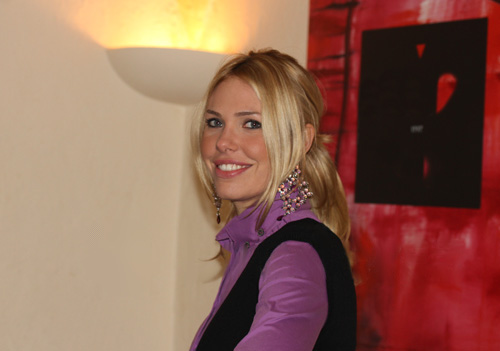
妻のイラリー・ブラージ（2009年）

- 私生活では長年交際していたタレントのイラリー・ブラージ（英語版）と2005年6月に結婚しており[319]、2005年には長男クリスティアンが、2006年には長女シャネル、2016年には次女イザベラが誕生している[319][320][321]。長男が誕生した時に当時のクラブのスポンサーからプレゼントされた2頭のラブラドール・レトリバーを飼育しており、そのうちの1頭であるアリエルをレスキュー犬学校に入れておりこれまでに3人の人命救助をした[322]。また長男が生まれた頃からは、得点した際に右手の親指を咥える「おしゃぶりパフォーマンス」をしているが、これは2人の子供ではなく、指をくわえる癖のある妻イラリーへ向けたものである[323]。
- イタリアの大物カップルとして知られていたが、2022年頃からメディアで不仲説が報じられ、トッティ本人も当初は否定していたが、同年9月に別の女性との不倫が報じられると、17年間の夫婦関係が破局したことを認めた。トッティ本人によれば、2021年春頃からすれ違いが始まり、2021年夏にイラリー夫人の不倫が発覚したことが原因と主張しており、今後は正式に離婚調停を行うことを示唆した[324]。
- 長男のクリスティアン・トッティ（Christian Totti, 2005年11月6日 - ）もサッカー選手で、2022年現在、ローマのU-18カテゴリーに所属しており、将来を嘱望されている。
- ローマでプレーすることに大きなこだわりがある。後年にキャリアで最も移籍に近づいたのは2004年のレアル・マドリード移籍と明かしており、その後、2013年にMLSのモントリオール・インパクトに所属する友人のマルコ・ディ・ヴァイオにモントリオールへ移籍するよう誘われ、そのオファーを断っているが、その際取材にて、「今自分が気にかけている事のはローマだけだ（All I have on my mind right now is Roma. ）」と発言している[325]。
- 日本のサッカー誌のインタビューでは、イタリア代表で最も相性が良かった選手はフィリッポ・インザーギだと話している[291]。

## 個人成績
| クラブ   | シーズン | 背番号 | セリエA | セリエA | カップ戦 | カップ戦 | 欧州カップ1 | 欧州カップ1 | その他2 | その他2 | シーズン通算 | シーズン通算 |
| クラブ   | シーズン | 背番号 | 出場    | 得点    | 出場     | 得点     | 出場        | 得点        | 出場    | 得点    | 出場         | 得点         |
| -------- | -------- | ------ | ------- | ------- | -------- | -------- | ----------- | ----------- | ------- | ------- | ------------ | ------------ |
| ASローマ | 1992–93  | -      | 2       | 0       | 0        | 0        | 0           | 0           | 0       | 0       | 2            | 0            |
| ASローマ | 1993–94  | -      | 8       | 0       | 2        | 0        | 0           | 0           | 0       | 0       | 10           | 0            |
| ASローマ | 1994–95  | -      | 21      | 4       | 4        | 3        | 0           | 0           | 0       | 0       | 25           | 7            |
| ASローマ | 1995–96  | 20     | 28      | 2       | 1        | 0        | 7           | 2           | 0       | 0       | 36           | 4            |
| ASローマ | 1996–97  | 17     | 26      | 5       | 1        | 0        | 3           | 0           | 0       | 0       | 30           | 5            |
| ASローマ | 1997–98  | 10     | 30      | 13      | 6        | 1        | 0           | 0           | 0       | 0       | 36           | 14           |
| ASローマ | 1998-99  | 10     | 31      | 12      | 3        | 1        | 8           | 3           | 0       | 0       | 42           | 16           |
| ASローマ | 1999-00  | 10     | 27      | 7       | 2        | 0        | 5           | 1           | 0       | 0       | 34           | 8            |
| ASローマ | 2000-01  | 10     | 30      | 13      | 2        | 1        | 3           | 2           | 0       | 0       | 35           | 16           |
| ASローマ | 2001-02  | 10     | 24      | 8       | 0        | 0        | 11          | 3           | 1       | 1       | 36           | 12           |
| ASローマ | 2002-03  | 10     | 24      | 14      | 5        | 3        | 6           | 3           | 0       | 0       | 35           | 20           |
| ASローマ | 2003-04  | 10     | 31      | 20      | 0        | 0        | 1           | 0           | 0       | 0       | 32           | 20           |
| ASローマ | 2004-05  | 10     | 29      | 12      | 7        | 3        | 4           | 1           | 0       | 0       | 40           | 16           |
| ASローマ | 2005-06  | 10     | 24      | 15      | 2        | 0        | 3           | 2           | 0       | 0       | 29           | 17           |
| ASローマ | 2006-07  | 10     | 35      | 26      | 5        | 2        | 9           | 4           | 1       | 0       | 50           | 32           |
| ASローマ | 2007-08  | 10     | 25      | 14      | 3        | 3        | 6           | 1           | 1       | 0       | 35           | 18           |
| ASローマ | 2008-09  | 10     | 24      | 13      | 0        | 0        | 7           | 2           | 1       | 0       | 32           | 15           |
| ASローマ | 2009-10  | 10     | 23      | 14      | 2        | 0        | 6           | 11          | 0       | 0       | 31           | 25           |
| ASローマ | 2010-11  | 10     | 32      | 15      | 0        | 0        | 7           | 2           | 1       | 0       | 40           | 17           |
| ASローマ | 2011-12  | 10     | 27      | 8       | 2        | 0        | 2           | 0           | 0       | 0       | 31           | 8            |
| ASローマ | 2012-13  | 10     | 34      | 12      | 3        | 0        | 0           | 0           | 0       | 0       | 37           | 12           |
| ASローマ | 2013-14  | 10     | 26      | 8       | 3        | 0        | 0           | 0           | 0       | 0       | 29           | 8            |
| ASローマ | 2014-15  | 10     | 27      | 8       | 2        | 0        | 7           | 2           | 0       | 0       | 36           | 10           |
| ASローマ | 2015-16  | 10     | 13      | 5       | 0        | 0        | 2           | 0           | 0       | 0       | 15           | 5            |
| ASローマ | 2016-17  | 10     | 18      | 2       | 4        | 1        | 6           | 0           | 0       | 0       | 28           | 3            |
| 通算     | 通算     | 通算   | 619     | 250     | 59       | 18       | 103         | 38          | 5       | 1       | 786          | 307          |

1UEFAチャンピオンズリーグとUEFAヨーロッパリーグ（UEFAカップを含む）
2スーペルコッパ・イタリアーナ

## 代表歴

### 出場大会
- イタリア代表
  - 2002 FIFAワールドカップ
  - 2006 FIFAワールドカップ

### 試合数
- 国際Aマッチ 56試合 9得点（1998年-2006年）[326]

| イタリア代表 | 国際Aマッチ | 国際Aマッチ |
| 年           | 出場        | 得点        |
| ------------ | ----------- | ----------- |
| 1998         | 2           | 0           |
| 1999         | 6           | 0           |
| 2000         | 12          | 4           |
| 2001         | 6           | 1           |
| 2002         | 6           | 0           |
| 2003         | 5           | 1           |
| 2004         | 6           | 2           |
| 2005         | 5           | 0           |
| 2006         | 8           | 1           |
| 通算         | 56          | 9           |

### 得点
| # | 開催日         | 開催地                                                       | 対戦国         | スコア | 結果 | 大会                                    |
| - | -------------- | ------------------------------------------------------------ | -------------- | ------ | ---- | --------------------------------------- |
| 1 | 2000年4月26日  | レッジョ・ディ・カラブリア、スタディオ・オレステ・グラニッロ | ポルトガル     | 1–1    | 2–1  | 親善試合                                |
| 2 | 2000年6月14日  | ブリュッセル、ボードゥアン国王競技場                         | ベルギー       | 1–0    | 2–0  | UEFA EURO 2000                          |
| 3 | 2000年6月24日  | ブリュッセル、ボードゥアン国王競技場                         | ルーマニア     | 1–0    | 2–0  | UEFA EURO 2000準々決勝                  |
| 4 | 2000年10月7日  | ミラノ、スタディオ・ジュゼッペ・メアッツァ                   | ルーマニア     | 3–0    | 3–0  | 2002 FIFAワールドカップ・ヨーロッパ予選 |
| 5 | 2001年6月2日   | トビリシ、ボリス・パイチャーゼ・スタジアム                   | グルジア       | 0–2    | 1–2  | 2002 FIFAワールドカップ・ヨーロッパ予選 |
| 6 | 2003年6月11日  | ヘルシンキ、オリンピックスタジアム                           | フィンランド   | 0–1    | 0–2  | UEFA EURO 2004予選                      |
| 7 | 2004年10月13日 | パルマ、スタディオ・エンニオ・タルディーニ                   | ベラルーシ     | 1–0    | 4–3  | 2006 FIFAワールドカップ・ヨーロッパ予選 |
| 8 | 2004年10月13日 | パルマ、スタディオ・エンニオ・タルディーニ                   | ベラルーシ     | 3–1    | 4–3  | 2006 FIFAワールドカップ・ヨーロッパ予選 |
| 9 | 2006年6月26日  | カイザースラウテルン、フリッツ・ヴァルター・シュタディオン   | オーストラリア | 1–0    | 1–0  | 2006 FIFAワールドカップ・ラウンド16     |

## 獲得タイトル

### クラブ
ASローマ
- セリエA : 1 (2000-01)
- コッパ・イタリア : 2 (2006-07, 2007-08)
- イタリア・スーパーカップ : 2 (2001, 2007)

### 代表
- UEFA U-21欧州選手権 : 1 (1996)
- 地中海競技大会（U-23） : 1 (1997)
- FIFAワールドカップ : 1 (2006)

### 個人

#### 受賞歴
- FIFA 100
- セリエA最優秀若手選手 : 1 (1999)
- イタリア最優秀選手 : 5 (2000, 2001, 2003, 2004, 2007)
- セリエA最優秀選手 : 2 (2000, 2003)
- EURO2000大会選定優秀選手
- ヨーロピアン・スポーツ・マガジン選定ベストイレブン : 3 (2000-01, 2003-04, 2006-07)
- 2006 FIFAワールドカップ・オールスターチーム（優秀選手賞）
- セリエA得点王 : 1 (2006-07)
- ゴールデンブーツ  : 1 (2006-2007)
- セリエAフェアプレー賞 : 1 (2007-08)
- ゴールデンフット賞 : 1 (2010)
- UEFA会長賞 : 1 (2017)
- ローレウス世界スポーツ賞偉業達成賞 : 1 (2018)

#### バロンドール
バロンドールの受賞歴は無いが、複数回ノミネートされている。
| 年   | 順位 | 所属クラブ |
| ---- | ---- | ---------- |
| 2000 | 14位 | ASローマ   |
| 2001 | 5位  | ASローマ   |
| 2007 | 10位 | ASローマ   |

#### 記録
- ASローマ歴代通算最多出場：786試合
- ASローマ歴代通算最多得点：307得点
- セリエA歴代通算出場ランキング 歴代3位：619試合
- セリエA歴代通算得点ランキング 歴代2位：250得点
- セリエA単一クラブ最多得点：250得点[327]
- セリエA歴代最年少キャプテン：22歳34日
- セリエAペナルティーキック最多得点：71得点[328][329]
- セリエAで得点を挙げた相手クラブ数：38クラブ（ロベルト・バッジョ、アルベルト・ジラルディーノと並ぶタイ記録）[330]
- UEFAチャンピオンズリーグ最年長得点記録：38歳59日[169]
- ローマ・ダービー歴代最多得点：11得点[331][332]